# Colorado Charlie
Colorado Charlie ist ein 1965 von Roberto Mauri gedrehter Italowestern, der in Deutschland auf Video seine Erstaufführung hatte. Ein Kinostart unter dem Titel Charlie – die Bestie von Colorado war geplant, fand aber nicht statt.

## Inhalt
Sheriff Wild Bill Danders hat in Springfield als ausgezeichneter Schütze seinen Job versehen und möchte sich nun von seinem Amt zurückziehen. Seine Frau Nora und sein Kind sind ihm genug Gründe dafür. Als jedoch sein Deputy Jim vom berüchtigten Banditen Colorado Charlie und seiner Bande erschossen wird, ändert er seine Meinung; als die Gangster seinen Rückzugsort aufspüren und seine kleine Familie bedrohen, zieht er seinen Stern wieder an und rechnet mit den Verbrechern ab.

## Kritik
„Immerhin erreicht er [der Regisseur] ein annehmbares Maß an Spannung, das sich aber ganz aus der Aktion nährt und nicht aus etwaigen überraschenden Wendungen“

„Konventioneller Italowestern, dessen Plädoyer für Gewaltlosigkeit nicht zu überzeugen vermag.“

- AllMovies urteilt: „Die meisten Zuschauer werden den Film vorhersehbar, schwach und schwerfällig finden.“[2]

## Bemerkungen
Das Filmlied Cita a las tres interpretiert Michelangelo Mignano.